# Katja Skupień
Katja Skupień (24 agosto 2004) è una calciatrice polacca, difensore del Sassuolo.

## Carriera

### Club
Skupień si appassiona al gioco del calcio fin da giovanissima, crescendo con la famiglia a Wodzisław Śląski, grosso centro abitato del voivodato della Slesia, giocando con i ragazzini coetanei dall'età di 9 anni. Nel 2004 concretizza la sua passione tesserandosi per il club locale club del SWD Wodzisław Śląski, iniziando l'attività agonistica nelle sue formazioni giovanili mettendosi presto in luce, venendo scelta negli anni successivi per le squadre under 13 e under 16 della Slesia.
Nell'estate 2021 si è trasferita al Górnik Łęczna, firmando inizialmente un contratto biennale, diventandone velocemente una delle sue giocatrici più rappresentative. Nelle quattro stagioni con il club di Łęczna, ha contribuito a portare la sua squadra alle spalle di SMS Łódź, campionessa di Polonia nel campionato 2021-2022, e GKS Katowice in quello successivo, collezionando complessivamente 76 presenze con 11 reti in Ekstraliga Kobiet.
Durante la sessione estiva di calciomercato 2025 viene annunciato l'ingaggio del Sassuolo, per quella che sarà la sua prima esperienza all'estero, club affidato per la stagione 2025-2026 alla guida di Alessandro Spugna, a sette stagioni dalla prima nazionale polacca in neroverde, Katarzyna Daleszczyk.

## Statistiche

### Presenze e reti nei club
Statistiche aggiornate al 1º agosto 2025.
| Stagione             | Squadra              | Campionato           | Campionato | Campionato | Coppe nazionali | Coppe nazionali | Coppe nazionali | Coppe internazionali | Coppe internazionali | Coppe internazionali | Altre coppe | Altre coppe | Altre coppe | Totale | Totale |
| Stagione             | Squadra              | Comp                 | Pres       | Reti       | Comp            | Pres            | Reti            | Comp                 | Pres                 | Reti                 | Comp        | Pres        | Reti        | Pres   | Reti   |
| -------------------- | -------------------- | -------------------- | ---------- | ---------- | --------------- | --------------- | --------------- | -------------------- | -------------------- | -------------------- | ----------- | ----------- | ----------- | ------ | ------ |
| 2021-2022            | Górnik Łęczna        | EK                   | 20         | 3          | CP              | ?               | ?               | -                    | -                    | -                    | -           | -           | -           | 20     | 3      |
| 2022-2023            | Górnik Łęczna        | EK                   | 21         | 5          | CP              | ?               | ?               | -                    | -                    | -                    | -           | -           | -           | 21     | 5      |
| 2023-2024            | Górnik Łęczna        | EK                   | 15         | 3          | CP              | ?               | ?               | -                    | -                    | -                    | -           | -           | -           | 15     | 3      |
| 2024-2025            | Górnik Łęczna        | EK                   | 20         | 3          | CP              | ?               | ?               | -                    | -                    | -                    | -           | -           | -           | 20     | 0      |
| Totale Górnik Łęczna | Totale Górnik Łęczna | Totale Górnik Łęczna | 76         | 14         | -               | ?               | ?               | -                    | -                    | -                    | -           | -           | -           | 76     | 14     |
| 2025-2026            | Sassuolo             | A                    | -          | -          | CI              | -               | -               | -                    | -                    | -                    | AWC         | -           | -           | -      | -      |
| Totale carriera      | Totale carriera      | Totale carriera      | 76         | 14         | -               | ?               | ?               | -                    | -                    | -                    | -           | -           | -           | 76     | 14     |